# Plectronotus excavatus
Plectronotus excavatus är en insektsart som beskrevs av Grant Jr., H.J. 1955. Plectronotus excavatus ingår i släktet Plectronotus och familjen torngräshoppor. Inga underarter finns listade i Catalogue of Life.